# Santa Rosa
Santa Rosa este un oraș în Rio Grande do Sul (RS), Brazilia.